# Anarta wistroemi
Anarta wistroemi là một loài bướm đêm trong họ Noctuidae.